# Casino Royale (pel·lícula de 1967)
Casino Royale és una pel·lícula britànica, codirigida per Vall Guest, Kenneth Hughes, John Huston, Joseph McGrath i Robert Parrish, estrenada el 1967 i doblada al català.

## Argument
James Bond ha estat ennoblit i ha esdevingut sir James Bond. Ha agafat la jubilació i viu en el seu castell a Escòcia. El seu antic cap, «M», cap dels serveis secrets britànics, li demana que torni al servei. Bond refusa, «M» li presenta un plec segellat de la reina però Bond refusa igualment («fins i tot per a ella», diu). Per convèncer-lo finalment, «M» posa una bomba al castell de Bond.
«M» mor en l'explosió del castell, i Bond va a presentar el seu condol a la vídua del seu antic patró, lady Fiona McTarry (McTarry és el verdader nom de guerra «M»). Però Bond ignora que el castell dels McTarry ha estat ocupat pels agents de l'organització SMERSH, entre els quals l'agent Mirabelle que es fa passar per lady Fiona.
Després de moltes peripècies Bond torna a Londres, on reprèn el lloc de McTarry al capdavant dels serveis secrets britànics. Prepara una estratègia per fer front al SMERSH, designant tots els agents com a James Bond, tots amb l'indicatiu 007, i entrenant-los a resistir a la seducció femenina. Un d'aquests agents serà Mata Bond, la filla que Bond havia tingut amb la ballarina i espia Mata Hari. Després la història es fa cada vegada més surrealista fins a una escena final explosiva i té uns sortida sorprenent.

## Un James Bond a part
Albert Broccoli (productor de Goldfinger i d'Agent 007 contra el Dr. No) no havia pogut obtenir els drets de la novel·la Casino Royale, que foren adquirits per la cadena de televisió CBS (que en va fer un telefilm el 1954). Els drets passaren posteriorment al productor Gregory Ratoff, que va morir el 1960 abans d'haver pogut fer una nova adaptació de la novel·la. La seva vídua va revendre els drets al productor Charles K. Feldman qui, veient l'enorme èxit dels James Bond produïts mentrestant per Broccoli i Bondzman, va decidir portar Casino Royale  a la pantalla gran. L'actor escollit en principi era evidentment Sean Connery, però va declinar el paper, sobretot a causa del seu contracte amb Broccoli i Bondzman. La pel·lícula d'altra banda s'hauria hagut de fer en col·laboració amb aquests dos últims però les negociacions van fracassar, i Feldman va decidir canviar de projecte i fer reescriure el guió amb un aire més humorístic. L'actor triat per interpretar sir James Bond va ser David Niven, l'actor que originalment havia desitjat Ian Fleming per encarnar el seu cèlebre agent 007.
La intriga de la pel·lícula té poca relació amb la de la novel·la amb la qual està inspirada. EON Productions, productor habitual de les pel·lícules de James Bond, va realitzar una nova versió d'aquesta pel·lícula, estrenada el novembre de 2006, i que fou la 21a de la sèrie produïda per aquesta firma, més d'acord amb la novel·la d'Ian Fleming. A conseqüència del nombre de realitzadors i de guionistes de Casino Royale, la pel·lícula està relativament poc lligada i el ritme té alts i baixos. Alguns plans molt treballats estèticament són seguits d'escenes una mica desconcertants... La crítica no va donar una acollida gaire bona a la pel·lícula, que va aconseguir recuperar despeses malgrat un pressupost enorme per a l'època. La música de Burt Bacharach interpretada per l'orquestra de Herb Alpert, i certes escenes fan de Casino Royale una pel·lícula emblemàtica de l'època anomenada Pop i un monument del que s'anomenaria d'aleshores ençà easy listening, igual que pel·lícules com Esmorzar amb diamants o La festa.

## Repartiment
- David Niven: sir James Bond
- Peter Sellers: Evelyn Tremble (es fa passar per James Bond)
- Ursula Andress: Vesper Lynd
- Orson Welles: La Xifra
- Joanna Pettet: Mata Bond
- Daliah Lavi: la «Nova Arma Secreta»
- Woody Allen: Jimmy Bond (àlies Dr. Noe)
- Deborah Kerr: agent Mirabelle (es fa passar per lady Fiona McTarry)
- William Holden: Ransome
- Charles Boyer: el gran
- John Huston: McTarry (alias «M»)
- Kurt Kasznar: Smernov
- George Raft: ell mateix
- Jean-Paul Belmondo: un legionari francès
- Peter O'Toole: un jugador de mus
- Terence Cooper: Cooper
- Barbara Bouchet: Marie-Minette
- Angela Scoular: Botó d'Or
- Gabriella Licudi: Eliza
- Tracey Crisp: Heather
- Elaine Taylor: Peg
- Jacqueline Bisset: Julie Lacuisse
- Duncan Macrae: inspector Mathis

## Al voltant de la pel·lícula
- Les mans en primer pla de l'agent Mirabelle són les d'Anjelica Huston. Es tractava de la primera participació de l'actriu en un llargmetratge i no surt als crèdits.
- Al començament de la pel·lícula, es pot observar, al castell de James, el seu majordom gran que porta una safata. Les tasses, tetera i culleretes sonen amb el tremolar del majordom de la mateixa manera que Lara Croft 30 anys més tard.[cal citació]